# Rivière Choquette
Pour les articles homonymes, voir Choquette.
La rivière Choquette est un affluent de la rive est de la rivière Chabot laquelle se déverse sur la rive nord de la rivière Gatineau (bassin versant de la rivière des Outaouais). La rivière Choquette coule d'abord dans les territoires de La Tuque, dans la région administrative de la Mauricie, puis dans le territoire non organisé du Lac-De La Bidière, dans la municipalité régionale de comté (MRC) de Antoine-Labelle, dans la région administrative des Outaouais, au Québec, au Canada.

## Géographie
Les bassins versants voisins de la rivière Choquette sont :
- côté nord : Rivière Fortier ;
- côté est : rivière du Coucou, rivière aux Bleuets ;
- côté sud : rivière Gatineau ;
- côté ouest : rivière Chabot, Rivière Fortier, lac Gosselin.

Le lac Choquette constitue le plan d'eau de tête de la rivière Choquette. Ce lac est situé à l'est du lac Taylor et à l'ouest du lac Brossard. Le lac Choquette reçoit les eaux de sept lacs en amont dont le lac Taylor.
À partir du lac Choquette, la rivière Choquette coule vers le sud-ouest jusqu'au lac Mary que le courant traverse vers l'est. Puis, la rivière Choquette coule vers le sud-ouest jusqu'à son embouchure. Elle déverse sur la rive est de la rivière Chabot, près de l'embouchure de cette dernière qui se déverse sur la rive nord de la rivière Gatineau. L'embouchure de la rivière Chabot est situé en amont de l'embouchure de la rivière du Coucou et en aval de l'embouchure de la rivière Fortier.

## Toponymie
Le terme Choquette s'avère un patronyme de famille d'origine française.
Le toponyme rivière Choquette a été officialisé le 5 décembre 1968 à la Commission de toponymie du Québec.